# ...All the Marbles
...All the Marbles és una pel·lícula estatunidenca dirigida per Robert Aldrich, estrenada el 1981.

## Argument
Aquesta pel·lícula explica la vida de dues professionals de la lluita lliure, que formen la parella "The California Dolls" Falk és el seu representant i tots tres lluitaran per abandonar les llastimoses sales del Campionat dels Estats Units i saltar a les de més categoria. Darrere de tot això ressalta la realitat d'un esport, amb tots els seus cops baixos...

## Repartiment
- Peter Falk: Harry Sears
- Vicki Frederick: Iris
- Laurene Landon: Molly
- Burt Young: Eddie Cisco
- Tracy Reed: Diane, Toledo Tiger
- Ursaline Bryant: June, Toledo Tiger
- Claudette Nevins: Solly
- Richard Jaeckel: Bill Dudley
- Chick Hearn: Ell mateix periodista TV
- Clyde Kusatsu: Clyde Yamashito, Promotor japonès
- Faith Minton: Big Mama
- Chuck Hicks: Gàngster

## Producció
La segona unitat de fotografia va començar el 5 de novembre de 1980. El rodatge va tenir lloc des del 14 de novembre al 24 de febrer de 1981 en exteriors a Youngstown, Akron Ohio, Chicago, Las Vegas, Reno i Los Angeles

## Rebuda
- Una de les millors actuacions de Peter Falk[3]